# Celeste Jaguaribe de Matos Faria
Celeste Jaguaribe de Matos Faria (5 de abril de 1873 – 9 de setembro de 1938) foi uma compositora, poetisa, cantora e professora brasileira que usava o pseudônimo Stella Bomilcar. Nasceu no Rio de Janeiro, filha de João Paulo Gomes de Mattos e Joana de Alencar Jaguaribe Gomes de Mattos. Primeiro estudou piano em Fortaleza e depois no Colégio Imaculada Conceição. Tornou-se professora de música e faleceu no Rio de Janeiro.

## Trabalhos
As obras selecionadas incluem:
- A morte da boneca (Texto: Celeste Jaguaribe de Matos Faria)
- A noite
- A pedra (Texto: Celeste Jaguaribe de Matos Faria)
- Aquele amor (Texto: Celeste Jaguaribe de Matos Faria)
- Berceuse (Texto: Celeste Jaguaribe de Matos Faria)
- Canção da velhinha
- Covardia
- Cromo (Texto: Celeste Jaguaribe de Matos Faria)
- Interrogação (Texto: Celeste Jaguaribe de Matos Faria)
- Minha vida é assim
- Num postal
- O jasmineiro (Texto: Celeste Jaguaribe de Matos Faria)
- O menino curioso
- O ponte (Texto: Celeste Jaguaribe de Matos Faria)
- Olhos azuis (Texto: Celeste Jaguaribe de Matos Faria)
- Penas de garça (Texto:Auta de Souza)
- Rosas (Texto: Celeste Jaguaribe de Matos Faria)
- Saudade
- Tão só
- Treva, penumbra e luz
- Trovas (Texto: Celeste Jaguaribe de Matos Faria)
- Vida fugaz[3]